# Cyclopygidae
De Cyclopygidae zijn een familie van uitgestorven trilobieten, waarvan de soorten uitsluitend leefden tijdens het Ordovicium. Cyclopygidae kwamen voor buiten de tropen, en er zijn aanwijzingen dat ze leefden in donkere delen van de waterkolom (ca. 175 m diep). Cyclopygidae worden gekenmerkt door relatief grote ogen die zowel horizontaal als verticaal een brede kijkhoek hebben, en daardoor wel wat doen denken aan de ogen van de libellen. Opvallend is daarbij dat de ogen direct aan de glabella raken. Alle leden van de familie missen de stekels aan de achterhoeken van de kop die bij de meerderheid van de andere trilobieten wel aanwezig zijn, maar Symphysops draagt een naar voor gerichte stekel op de voorrand van de glabella. Er wordt aangenomen dat ten minste de leden van het genus Pricyclopyge ondersteboven zwommen omdat ze vermoedelijk lichtgevende orgaantjes hadden op het derde thoraxsegment van voren. Cyclopygidae hebben tussen 7 en 5 thoraxsegmenten, een brede en stevige as en korte zijde lobben (of pleurae).

## Geslachten

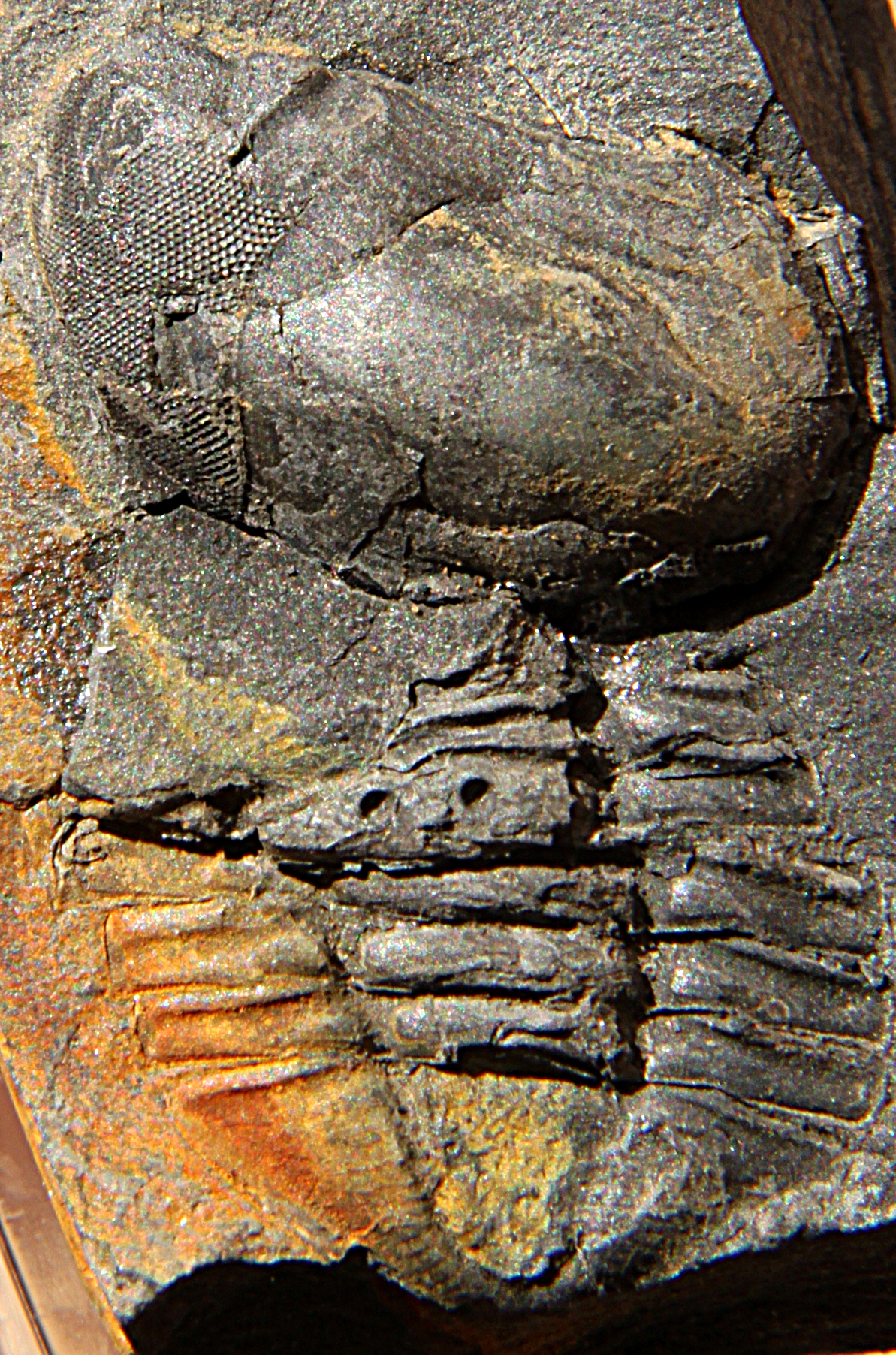
Pricyclopyge binodosa, 24mm lang, met twee karakteristieke lensvormige uithollingen op het derde thoraxsegment

Onderfamilie Cyclopyginae
- Cyclopyge Hawle & Corda, 1847
- Delgamella Marek, 1961
- Gastropolus Whittard, 1966
- Heterocyclopyge Marek, 1961
- Microparia Hawle & Corda, 1847
- Novakella Whittard, 1952?
- Prospectatrix Fortey, 1981
- Sagavia Koroleva, 1967

Onderfamilie Ellipsotaphrinae Kobayashi & Hamada, 1971
- EIlipsotaphrus Whittard, 1952
- Psilacella Whittard, 1952

Onderfamilie Pricyclopyginae Fortey & Owens, 1987
- Pricyclopyge Richter & Richter, 1954
- Circulocrania Fortey, 1987
- Emmrichops Marek, 1961
- Symphysops Raymond, 1925

Niet in een onderfamilie geplaatst
- Aspidaeglina Holub, 1911
- Phylacops Cooper & Kindle, 1936
- Xenocyclopyge Lu, 1962

Geslachten die voorheen in de Cyclopygidae werden geplaatst
- Girvanopyge (nu Remopleurididae)

## Uitsterven
De Laat-Ordovicische massa-extinctie was een van de meest extreme, en de trilobieten werden zwaar getroffen. Alle groepen die in de waterkolom leefden en op de bodem van diep water (Olenidae, Agnostida) zijn toen uitgestorven. Ook de trilobieten waarvan de larven als plankton leefden zijn allemaal uitgestorven, en deze omvatten de Asaphida (Asaphidae, Nileidae en Cyclopygidae), maar niet de Trinucleoidea. De biodiversiteit was reeds verminderd vóór de massa-extinctie, maar veel families overleefden niettemin tot in het Hirnantien, en het is mogelijk dat ze anders snel hun diversiteit zouden hebben hersteld. De crisis wordt in verband gebracht met een heel laag zuurstofgehalte in de oceanen na een ijstijd.

## Beschrijving
De Cyclopygidae hebben bijzonder grote ogen met een brede kijkhoek, ook verticaal, die het grootste deel van de vrije wangen innemen, en de vaste wangen ontbreken of zijn gereduceerd tot een zeer smalle strook aan de zijkanten van de glabella, en een zone aan de voorkant tussen de beide ogen. De vroegste cyclopygidae (Prospectatrix) had minder grote ogen, maar in sommige latere taxa, de ogen zijn zo groot ze zijn zelfs gefuseerd. De achterste lob van de glabella (de occipitale ring) kan niet worden onderscheiden, behalve in de onderfamilie Ellipsotaphrinae. Verdere dwarsgroeven op de glabella ontbreken of zijn herkenbaar als paren onopvallende deuken. Stekels aan de achterhoek van de kop ontbreken. Cyclopygidae hebben tussen de 5 en 7 thorax segmenten. De zijlobben pleurae worden naar achter steeds breder waardoor de thorax het breedst is ter plaattse van het achterste segment.

### Ogen

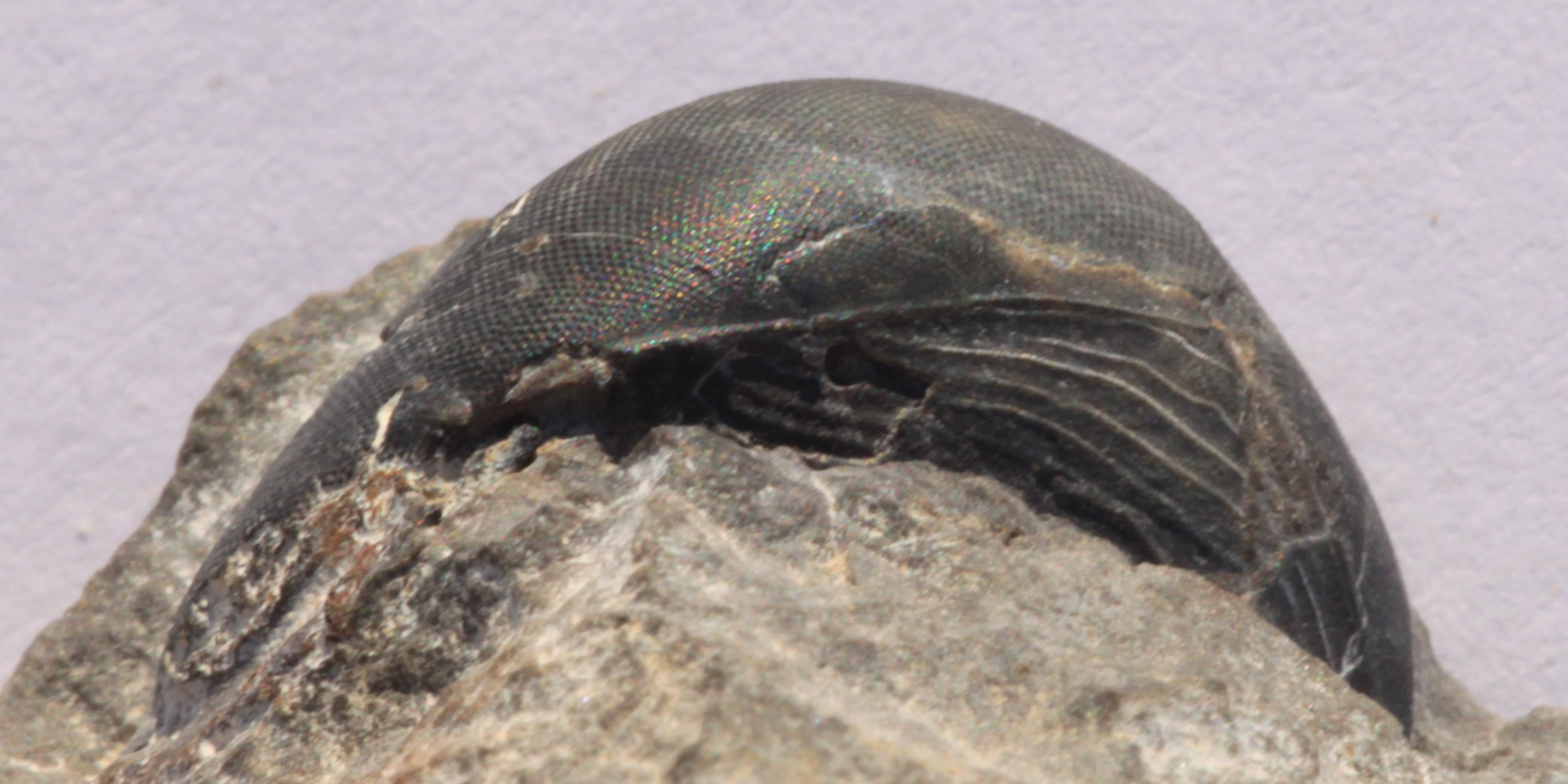
samengegroeide ogen van een Symphysops-soort, gebogen oogoppervlak 30 mm breed, en 10 mm hoog

Bij pelagische trilobieten, zoals de Telephinidae (Proetida), en de Cyclopygidae, evenals bij veel huidige pelagische schaaldieren, zijn de ogen bijzonder groot en hebben een zeer breed zichthoek, zowel horizontaal als verticaal. Dit staat in schril contrast tot op de bodem levende trilobieten uit dezelfde periode, die een uitgebreide horizontale zichthoek kunnen hebben, maar altijd een beperkte verticale zichthoek.
In enkele soorten van de geslachten Cyclopyge, Microparia, Ellipsotaphrus en Pricyclopyge, en alle soorten van Symphysops zijn de ogen aan de voorkant van de kop samengegroeid. Hierdoor is het oog gevoeliger voor objecten die bewegen ten opzichte van het oog, wat onder lage lichtomstandigheden bijzonder nuttig is, zowel om prooi te vinden als om predatoren te vermijden. De hedendaagse hyperiide amphipod Cystisoma heeft ook zulke versmolten ogen. Trilobieten met vergroeide ogen zijn altijd jonger dan nauw verwante soorten met normale gepaarde ogen, en dat is een voorbeeld van een ontwikkeling die enkele malen parallel heeft plaatsgevonden. Slechts bij de soort Pricyclopyge binodosa kunnen verschillende fasen in deze ontwikkeling worden gezien als een opeenvolgende reeks ondersoorten van het late Arenig tot het Llanvirn. Hoewel de afstand tussen de ogen varieert binnen één populatie van de vroegere ondersoort, raken de ogen elkaar alleen bij P. binodosa synophthalma.

## Determineersleutel
Deze sleutel is grotendeels gebaseerd op de Treatise on Invertebrate Paleontology, waarin slechts een deel van de genera wordt onderscheiden die tegenwoordig tot de familie worden gerekend.
| 1 | Ogen zeer groot, meer dan half zo lang als het kopschild (of cephalon). 5 of 6 thoraxsegmenten. → 2 |
| - | Ogen matig vergroot, minder dat half zo lang het cephalon. 6 of 7 thoraxsegmenten. → Prospectatrix |
| 2 | Staartschild (of pygidium) rond of driehoekig, maar zonder naar achter wijzende stekel op de zoom. → 3 |
| - | Pygidium met op de achterpunt een naar achter gerichte stekel. → Aspidaeglina |
| 3 | Cephalon zonder naar voren wijzende stekel. Ogen afzonderlijk of vergroeid. → 4 |
| - | Een naar voren wijzende stekel staat op de voorste punt van de glabella. Op de glabella kan geen achterring (of occipitale ring) worden onderscheiden maar er zijn wel twee paar deuken. De vrije wangen zijn zichtbaar achter en onder de ogen als een tamelijk brede band, die doet denken aan een ooglid. Ogen samengegroeid tot een geheel. → Symphysops |
| 4 | Glabella met of zonder deuken, maar deze staan nooit in contact met elkaar over de middellijn. → 5 |
| - | Glabella met of twee deuken die over de middellijn van links naar rechts doorlopen en daarvoor een paar deuken die niet over de middellijn met elkaar in contact staan. Vrije wangen achter de ogen lang, ¼-½x zo lang als het cephalon. → Ellipsotaphrus |
| 5 | Pygidium rond of halfrond. As tot ongeveer half zo lang als het pygidium. 3de thoraxsegment zonder lensvormige orgaantjes (of lensvormige holten). → 6 |
| - | Pygidium afgerond driehoekig. As tot ongeveer driekwart van de lengte van het pygidium. 3de thoraxsegment met twee lensvormige orgaantjes. → Pricyclopyge |
| 6 | Glabella met een enkel paar deuken (die niet over de middellijn met elkaar in contact staan) of zonder zichtbare segmentsgrenzen. → 7 |
| - | Glabella met drie paar deuken (die niet over de middellijn met elkaar in contact staan), het voorste paar naar buiten en achteren, de beide andere paren naar buiten en naar voren gericht. → Psilacella |
| 7 | Glabella met een paar naar buiten gebogen deuken. Iets langer dan breed (110%). Thorax met 6 segmenten. As in de thorax sterk toelopend naar achteren. As in het pygidium afgerond, ongeveer een kwart van de lengte van het pygidium. → Cyclopyge |
| - | Glabella zonder groeven of deuken, duidelijk langer dan breed (140%). Thorax met 5 segmenten. As in de thorax nauwelijks toelopend naar achteren. As in het pygidium driehoekig, ongeveer half zo lang als het pygidium. → Microparia |

## Ecologie
Cyclopygidae komen niet voor in sedimenten die zijn ontstaan in ondiep water, zoals alluviale en kalkafzettingen. Ze worden niet in combinatie gevonden met soorten die karakteristiek zijn voor ondiep water zoals veel andere trilobieten of koraal. Maar juist wel samen soorten die op diepe bodems voorkomen, zoals blinde of bijna blinde benthische trilobieten en oceanische, vrij zwevende graptolieten. Vandaar dat cyclopygidae geacht te zijn beperkt tot dieper water, zwemmend op waar nog net een geringe hoeveelheid licht doordringt (of mesopelagisch), maar wel ver boven de bentische soorten waarmee ze samen worden gevonden. Dit komt overeen met de kleine lensvormige orgaantjes op het derde thoraxsegment van Pricyclopyge, waarvan verondersteld wordt dat ze licht gaven. Zulke lichtjes worden ook gevonden op de functionele onderzijde van mesopelagic soorten die vandaag de dag leven. Daarom wordt aangenomen Pricyclopyge ondersteboven heeft gezwommen. Zeer grote, bolle ogen en smalle zijlobben in de thorax zijn kenmerkend voor alle Cyclopygidae en vormen aanvullende aanwijzingen voor een leven in de diepzee. Het stevige exoskelet is een aanwijzing dat de cyclopigidae snel konden zwemmen en het is waarschijnlijk dat cyclopygidae actief hebben gejaagd op zoöplankton.